# دانیال ایری
دانیال ایری (زادهٔ ۴ آبان ۱۳۸۲) بازیکن فوتبال اهل ایران است که در پست مدافع برای باشگاه فوتبال ملوان در لیگ برتر خلیج فارس بازی می‌کند.